# Amorphopus griseus
Amorphopus griseus är en insektsart som beskrevs av Bolívar, I. 1887. Amorphopus griseus ingår i släktet Amorphopus och familjen torngräshoppor. Inga underarter finns listade i Catalogue of Life.